# Sydlangeland Pastorat
Sydlangeland Pastorat er et pastorat i Langeland-Ærø Provsti, Fyens Stift. Pastoratet blev oprettet i 2012 og atter nedlagt i 2017. I 2018 blev pastoratet igen oprettet, nu uden Humble Sogn og Lindelse Sogn.
I pastoratet er der 4 sogne:
- Bagenkop Sogn
- Fodslette Sogn
- Magleby Sogn
- Tryggelev Sogn

I pastoratet er der 4 kirker
- Bagenkop Kirke
- Fodslette Kirke
- Magleby  Kirke
- Tryggelev Kirke